# ۲۷۶۱ ادینگتون
سیارک ۲۷۶۱ (به انگلیسی: 2761 Eddington، نامگذاری:1981AE) دو هزار و هفتصد و شصت و یکمین سیارک کشف شده‌است که در ۱ ژانویه ۱۹۸۱ کشف شد.
قدر مطلق سیارک برابر ۱۲٫۱۰ است.